# Tetehosi Maziaya
Tetehosi Maziaya is een bestuurslaag in het regentschap Nias Utara van de provincie Noord-Sumatra, Indonesië. Tetehosi Maziaya telt 903 inwoners (volkstelling 2010).